# Andreas Dippel (Sänger)

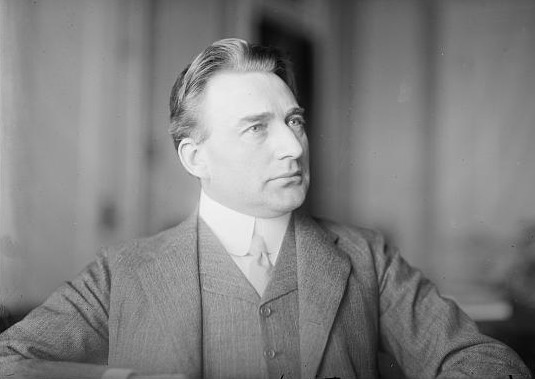
Andreas Dippel

Andreas Dippel (30. November 1866 in Kassel – 12. Mai 1932 in Hollywood, Kalifornien) war ein deutschamerikanischer Opernsänger (Tenor), Theaterschauspieler und -leiter sowie Impresario und Gesangspädagoge.

## Leben
Dippel, der Sohn eines Fabrikanten, sollte ursprünglich nach des Vaters Wunsch ebenfalls einen kaufmännischen Beruf ergreifen. So trat er 1882 in ein angesehenes Bankhaus in Kassel ein. Als Mitglied eines Oratorienvereins entdeckte man seine Stimme, und so beschloss er zur Bühne zu gehen.
Er studierte bei Nina Zottmayer in Kassel, dann bei Julius Hey in Berlin. Anschließend ging er nach Mailand zu Alberto Leoni (bei dem er bel canto studierte) und abschließend war er bei Johann Reß in Wien.
Sein Debüt gab er im September 1887 am Bremer Stadttheater als „Lyonel“ in Martha und trat sein Engagement als „Steuermann“ in Der fliegende Holländer an. In Bremen blieb er bis zum 30. April 1892 und ging dann nach Breslau, nicht nur als Sänger, sondern auch als Schauspieler. Nach nur einem Jahr wurde er an die Wiener Hofoper verpflichtet. Dazwischen wirkte er bereits 1889 bei den Bayreuther Festspielen in kleinen Partien mit.
1898 verließ er Wien und begann seine internationale Karriere im Juli mit der Partie des „Radames“ auf Italienisch (er hatte zuvor ausschließlich auf Deutsch gesungen).

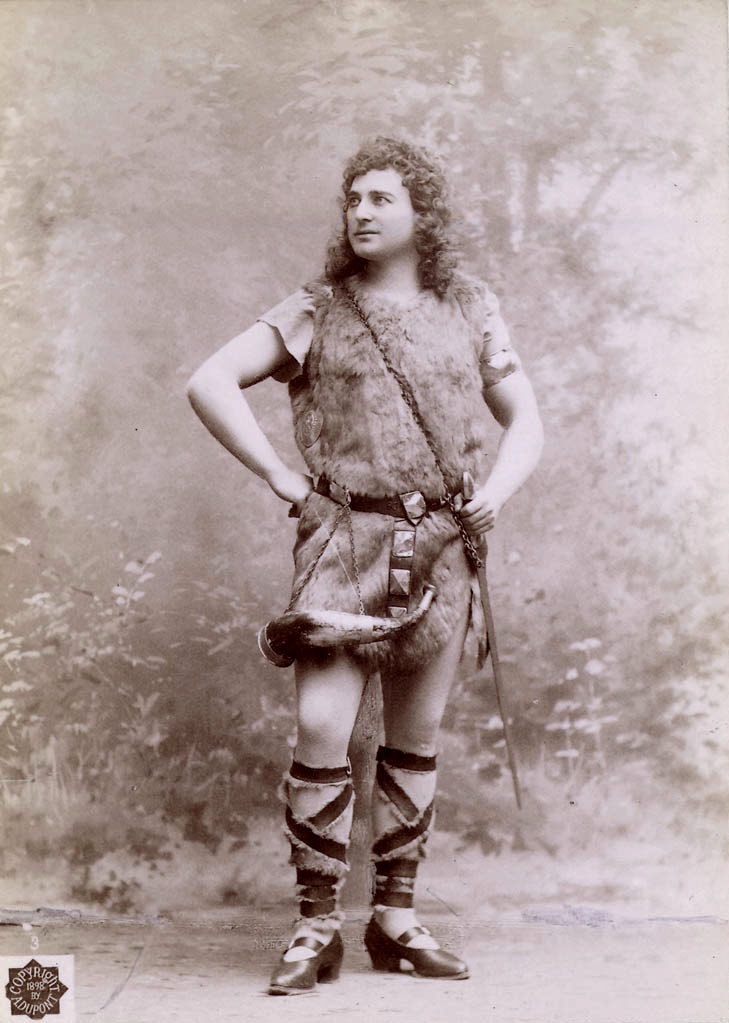
Als Siegfried, 1898.

1890 sang er bereits an die New Yorker Metropolitan Opera. Dort sang er in 18 Jahren an die 400 Vorstellungen, darunter den „Grafen Almaviva“ im Barbier von Sevilla, den „Edgardo“ in Lucia di Lammermoor, den „Faust“ von Gounod, den „Radames“ in Aida, den „Siegfried“ im Nibelungenring und den „Tristan“. Er wirkte dort auch 1905 in der US-Premiere der Fledermaus und 1907 als „Narraboth“ in Salome von Richard Strauss. Von 1900 bis 1910 war er auch Direktionsmitglied.

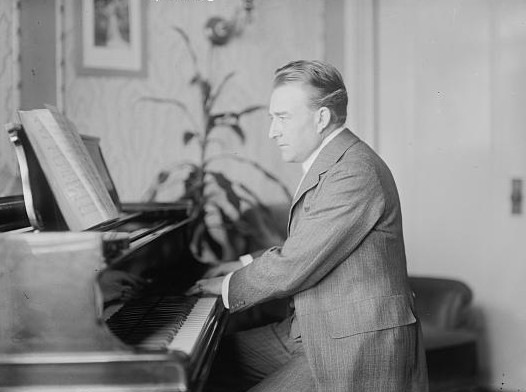
Andreas Dippel am Piano, um 1908

In London wie in New York musste er mehrfach für Jean de Reszke, der zu seiner Zeit als einer der größten Tenöre der Operngeschichte galt, einspringen. Sogar für den legendären Enrico Caruso sprang er zweimal ein.
Von 1910 bis 1913 war er der Direktor der Philadelphia-Chicago Grand Opera Company. Am Ithaca College gründete er eine eigene Operngesellschaft, mit der er quer durch Nordamerika tourte. Zuletzt war er Gesangspädagoge in Hollywood.
Er hatte ein groß dimensionierte Tenorstimme von nuancenreichem Ausdruck und glänzte besonders in Wagnerpartien. Sein Repertoire umfasste 164 Partien. Zugleich war er ein geschätzter Konzert- und Oratoriensänger.
Verheiratet war er mit der Schauspielerin Anita Lenar. Er starb an einer Herzkrankheit.